# Claude Lévi-Strauss
Claude Lévi-Strauss, francoski etnolog, antropolog, sociolog in filozof, predstavnik strukturalizma,  * 28. november 1908, Bruselj, Belgija, † 30. oktober 2009, Pariz.

## Pomembnejša dela
- Les Structures élémentaires de la parenté, 1949
- Rasa in zgodovina (Race et histoire), 1952
- Tristes Tropiques, 1955
- Anthropologie structurale, 1958
- Totemizem danes (Le Totemisme aujourdhui), 1962
- Divja misel (La Pensée sauvage), 1962
- Mythologiques I–IV
  - Le Cru et le cuit, 1964
  - Du miel aux cendres, 1966
  - L'Origine des manières de table, 1968
  - L'Homme nu, 1971
- Anthropologie structurale deux, 1973
- La Voie des masques, 1972
- Paroles donnés, 1984
- Oddaljeni pogled (Le Regard éloigné), 1983
- La Potière jalouse, 1985
- Regarder, écouter, lire, 1993
- Saudades do Brasil, 1994
- Le Père Noël supplicié, 1994
- L’Anthropologie face aux problèmes du monde moderne, 2011
- L’Autre face de la lune, 2011